# Solidarité féminine
Solidarité féminine est une association marocaine créée en 1985 par sa présidente actuelle, Aïcha Ech-Chenna, qui vient en aide aux mères célibataires.

## Historique
En 1985, l'Association Solidarité féminine est créée à Casablanca au Maroc.  
En 1988, le premier centre de l'association ouvre ses portes à Tizi Ouasli.  
Ech-Chenna reçoit la médaille d'honneur, remise par le roi Mohammed VI en 2000 puis reçoit le prix Elisabeth Norgali en 2005, l'Opus prize ainsi que le prix Dona d'el Ano en 2009,.  
En 2013, Ech-Chenna reçoit la Légion d'honneur.   
L'association est membre de l'Oyoune Nissaiya, l’Observatoire marocain des violences faites aux femmes.   

## Objectifs
Solidarité Féminine vise un objectif principal : prévenir l’abandon des enfants par la réhabilitation (économique et sociale) de leurs mères. Pour ce faire, l’association  a mis en place une stratégie en janvier 2003 qui répond à cinq buts spécifiques :  
- Communiquer
- Accompagner
- Intégrer
- Former
- Développer

## Moyens
Alors que Solidarité féminine fait son entrée dans le monde caritatif, la recherche de fonds est inéluctable. Aicha Ech-Chenna, se lance dans l'ouverture d'un restaurant « associatif » afin de récolter des fonds. En 2004, elle ouvre un centre de remise en forme près du centre de l'association. Ses revenus sont aussi basés sur les dons faits par de généreux donateurs ou, encore, sur l’argent rapporté par les multiples prix remportés par l’association. La présidente fait aussi la promotion de l’association en répondant à des interviews à travers le monde afin de parler de son projet et exposer les « problèmes » rencontrés au cours de son travail. 
Un livre a été publié en 1996, Miséria, racontant l'histoire de l'association et rapporte des témoignages de femmes. 
Pour réaliser ces objectifs, l’association dispose de trois secteurs opérationnels :   
- le Centre de soutien aux Mères en Détresse (CSMD),
- les crèches sur chacun des trois sites de formation,
- les formations avec applications génératrices de recettes (restaurants, pâtisserie, service traiteur, atelier de couture, hammam, gestion de cafétéria, kiosques de vente).

Le 20 février 2015, un partenariat a été signé entre La Fondation SMarT et l'Association Solidarité Féminine. Cette convention facilitera l’accès des mères célibataires au milieu professionnel et les aidera à retrouver confiance en elles en tant que mamans responsables et indépendantes financièrement.

## Résultats
Aïcha Ech-Chenna, la grande militante associative marocaine, présidente-fondatrice de l’Association «Solidarité féminine», a déjà reçu des distinctions récompensant son travail. Parmi celles-ci, le Prix Opus, une sorte de Nobel de l'humanitaire, ainsi que le prix des droits de l'Homme de la République française en 1995. En 2000, elle reçoit la Médaille d’honneur du Roi Mohammed VI, puis en 2009 elle gagne le prix Dona d’El Ano en Italie. Elle a été nommée récemment au grade de Chevalier de la Légion d'honneur de la République française en 2013.   
Solidarité Féminine permet aux mères et aux enfants de réintégrer leurs familles. Elle a également offert à des mères célibataires et à leurs enfants une chance de s’intégrer dans la société tout en gardant leur dignité. Grâce à Aicha Ech Chenna, de nombreux enfants, qui ont eu une enfance difficile et qui ont vécu leur jeunesse dans la misère ont pu gravir les échelons de la société pour devenir hommes d’affaires, hauts fonctionnaires, artistes talentueux
Aicha Ech-Chenna a été officiellement reçue en 2015 dans le cadre de la légalisation de l'avortement au Maroc.